# Sphecapatoclea nartshukae
Sphecapatoclea nartshukae är en tvåvingeart som beskrevs av Boris Borisovitsch Rohdendorf och Yu. G. Verves 1980. Sphecapatoclea nartshukae ingår i släktet Sphecapatoclea och familjen köttflugor.
Artens utbredningsområde är Mongoliet. Inga underarter finns listade i Catalogue of Life.